# Pingluo, Gansu
Pingluo är en köping i nordvästra Kina. Den ligger i Kang härad i staden Longnan i provinsen Gansu, omkring 310 kilometer sydost om provinshuvudstaden Lanzhou. Antalet invånare är 9 658. Befolkningen består av 4 523 kvinnor och 5 135 män. Barn under 15 år utgör 16,0 %, vuxna 15-64 år 71 %, och äldre över 65 år 11,0 %.